# Mălureni
Mălureni is een Roemeense gemeente in het district Argeș.
Mălureni telt 4458 inwoners.